# Henry Somerset (7e duc de Beaufort)
Henry Somerset, 7e duc de Beaufort, (5 février 1792 - 17 novembre 1853), titré comte de Glamorgan jusqu'en 1803 et marquis de Worcester entre 1803 et 1835 est un militaire et un homme politique britannique.

## Biographie
Il est le fils aîné de Henry Somerset (6e duc de Beaufort), et de Charlotte Sophia, fille de Granville Leveson-Gower (1er marquis de Stafford). Granville Somerset est son frère cadet.
Nommé cornet au 10th Royal Hussars le 18 juin 1811, il est promu lieutenant au 14th Light Dragoons le 21 août, mais est transféré au 10th Hussars le 6 septembre. Il sert également d'aide de camp au duc de Wellington au Portugal et en Espagne entre 1812 et 1814.
En 1813, il est élu député de la circonscription de Monmouth, en tant que conservateur, où il siège jusqu'en 1831. Le 26 octobre 1815, il est transféré au 7th Hussars. L'année suivante, il est nommé Lord de l'amirauté sous lord Liverpool et siège au conseil d'amirauté jusqu'en 1819. Le 2 décembre 1819, il est nommé capitaine au 37th Foot et, le 30 décembre, promu au grade de major.
Lors de l'élection controversée de 1831, il est battu par Benjamin Hall à Monmouth. Alors que la victoire de Hall est annulée et que Beaufort reprend le siège, il perd à nouveau contre Hall aux élections de 1832. Il est nommé lieutenant-colonel commandant du Gloucestershire Yeomanry en 1834. En 1835, il se présente avec succès pour le West Gloucestershire, mais quitte la Chambre des communes après être devenu duc de Beaufort en novembre. En 1836, il devient haut commissaire de Bristol et est fait chevalier de la Jarretière le 11 avril 1842.

## Famille

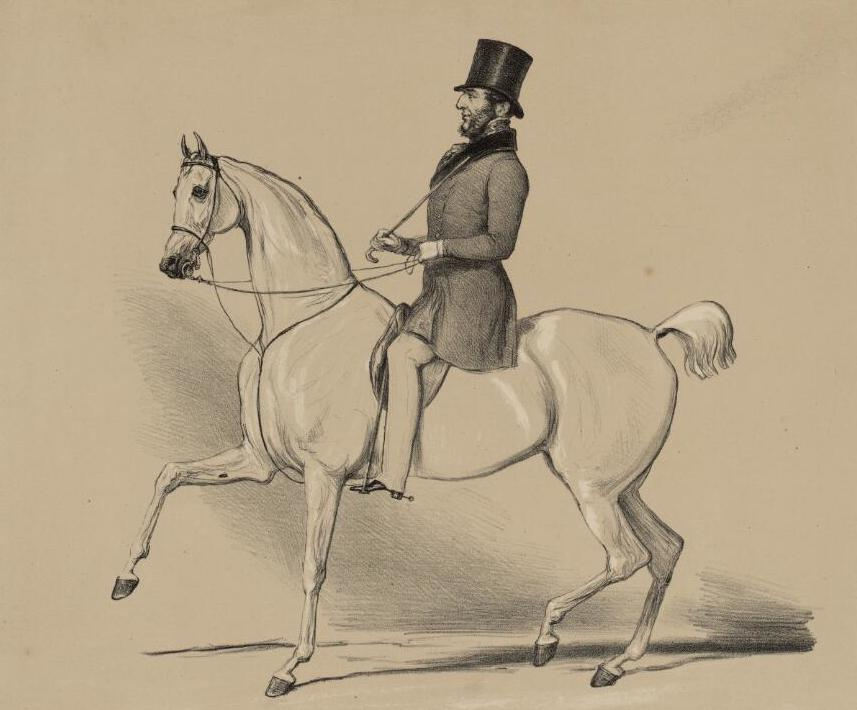
Henry Somerset à cheval, 1841

Il épouse Georgiana Frederica Fitzroy (1792-1821), fille d'Henry FitzRoy (fils de Charles FitzRoy) et Anne Wellesley, le 25 juillet 1814. Ils ont deux filles:
- Charlotte Augusta Frederica Somerset (1816-1850), épouse, le 5 décembre 1844, le baron Philipp von Neumann (4 décembre 1781 - 14 janvier 1851), diplomate autrichien.
- Georgiana Charlotte Anne Somerset (1817–1884), mariée en 1836 à Christopher Bethell-Codrington (en), député (1805–1864).

Après le décès de sa femme en 1821, il épouse sa demi-sœur cadette, Emily Frances Smith, fille de Charles Culling Smith, le 29 juin 1822; elles sont toutes deux filles d'Anne Smith, la sœur du duc de Wellington. (Ce mariage, en violation des lois canoniques de l'Église d'Angleterre, a rendu son mariage potentiellement annulable pendant de nombreuses années: pour cette raison, Wellington lui-même s'y est fermement opposé.) Ils ont sept enfants, un fils et six filles:
- Henry Somerset (8e duc de Beaufort) (1824-1899), épouse Georgiana Charlotte Curzon.
- Emily Blanche, Charlotte Somerset (1828–1895), épouse George Hay-Drummond (12e comte de Kinnoull).
- Rose Caroline Mary Somerset (1829-1885), mariée avec le capitaine Francis Frederick Lovell.
- Henriette Louisa Priscilla Somerset (1831–1863), mariée à John Morant.
- Geraldine Harriett Anne Somerset (1832-1915).
- Katherine Emily Mary Somerset (1834-1914), épouse Arthur Walsh (2e baron Ormathwaite).
- Edith Frances Wilhelmina Somerset (1838-1915), épouse William Denison (1er comte de Londesborough).

En 1840, il achète la maison de John Pratt au 22 Arlington Street, à St James's, un quartier de la Cité de Westminster dans le centre de Londres. Il rebaptise la maison d'après son titre et pendant sa résidence, en Beaufort House. Il embauche l'architecte Owen Jones, qui a étudié l'Alhambra pour embellir les intérieurs. Beaufort vend la maison un an avant sa mort à William Hamilton (11e duc de Hamilton).
Il meurt en 1853, à l'âge de 61 ans à Badminton House, dans le Gloucestershire, et est inhumé à l'église St Michael and All Angels, à Badminton. Il est surtout connu aujourd'hui pour ses deux mariages et son implication, très jeune, avec la courtisane Harriette Wilson (en), à qui il a apparemment proposé le mariage.